# Robert Louis
Pour les articles homonymes, voir Louis.
Robert Louis, né à Douai le 20 février 1902 et mort à Vincennes le 22 septembre 1965, est un dessinateur, un spécialiste d'héraldique et un artiste héraldiste français.

## Biographie
Ingénieur textile de formation, il étudia les documents anciens du Musée des Tissus à Lyon. De 1939 à 1944, il fut officier de la Brigade de sapeurs-pompiers de Paris, puis il fut détaché au service historique des armées. 
De 1943 à 1965, Robert Louis dessine la quasi-totalité des timbres des séries de blasons des provinces françaises et des villes de France. En 1966, sa fille Mireille le remplace pour le dessin des trois derniers timbres (blasons de Auch, Mont-de-Marsan et Saint-Lô). Son talent est également utilisé sur les timbres des postes françaises opérant à l'étranger, en Andorre et dans la Zone française en Allemagne de l'Ouest.
En dehors de ces représentations de blasons traditionnels, il a également créé de toutes pièces un certain nombre de blasons pour les  90 départements français,, à partir d'éléments épars de l'histoire héraldique des provinces, mais aussi d'éléments liés à la géographie. Il a également créé, de la même manière, quelques blasons pour des communes françaises,,.
C'est également à lui qu'on doit la reprise de la composition de Jules Chaplain pour les armoiries officieuses de la République française.

## Œuvres

### Timbres de la poste française en Andorre
- Armoiries des vallées, gravées par Jules Piel, série d'usage courant de 1944 à 1961.
- Armoiries, gravées par André Barre, série d'usage courant de 1961 à 1965.

### Timbres de France
Ces timbres ont été émis par la Poste française dans les séries des blasons (des années 1940 aux années 1960), et imprimés en typographie.

#### Blasons des provinces françaises
- Blason de province, l'Île-de-France, 1943 ; timbre gravé par Henri Cortot.
- Blasons des provinces françaises, série de 4 timbres, 1944 ; gravés par Henri Cortot ; Flandre, Languedoc, Orléanais, Normandie.
- Blasons des provinces françaises, série de 4 timbres, 1946 :
  - gravés par Henri Cortot : Corse, comté de Nice.
  - gravés par Georges Hourriez : Alsace, Lorraine.
- Blasons des provinces françaises, série de 5 timbres, 1949 :
  - gravés par Henri Cortot : Guyenne, Auvergne.
  - gravé par Georges Hourriez : Savoie.
  - gravé par Jules Piel : Bourgogne.
  - et Anjou.
- Blasons des provinces françaises, série de 5 timbres, 1951 :
  - gravé par Roger Fenneteaux : Touraine.
  - gravé par André Frères : Franche-Comté.
  - gravé par Georges Hourriez : Limousin.
  - gravés par Jules Piel : Artois, Béarn.
- Blasons des provinces françaises, série de 6 timbres, 1953 :
  - gravé par Roger Fenneteaux : Gascogne.
  - gravés par André Frères : Picardie, Poitou.
  - gravé par Jean Miermont : Berry.
  - gravés par Jules Piel : Champagne, Dauphiné.
- Blasons des provinces françaises, série de 7 timbres, 1954 :
  - gravé par Gilbert Aufschneider : Angoumois.
  - gravé par Roger Fenneteaux : Nivernais.
  - gravés par André Frères : Maine, Navarre.
  - gravé par Jean Miermont : Bourbonnais.
  - gravés par Jules Piel : Aunis, Saintonge.
- Blason des provinces françaises, série de 4 timbres, 1955 :
  - gravé par Gilbert Aufschneider : Roussillon.
  - gravé par Roger Fenneteaux : comté de Foix.
  - gravé par André Frères : Marche.
  - gravé par Jean Miermont : comtat Venaissin.

#### Blasons des villes de France
- Blasons des villes de France, série de 7 timbres, 1958 :
  - gravé par Gilbert Aufschneider : Toulouse, Lille. Le blason de Lille a été repris en 1960 avec une valeur faciale en nouveau franc.
  - gravé par André Barre : Nice.
  - gravé par Roger Fenneteaux : Marseille.
  - gravés par André Frères : Bordeaux, Nantes.
  - gravé par Jean Miermont : Lyon.
- Blason d'Alger, gravé par André Barre, 1959 ;  repris en 1960 en nouveau franc.
- Blason d'Oran, 1960 ; gravé par André Barre.
- Blasons d'Amiens et de Nevers, 1962 ; gravés par André Frères.
- Blason de Trappes, 1962 ; gravé par Robert Louis.
- Blason de Troyes, 1963 ; gravé par Roger Fenneteaux.
- Blasons d'Agen, Guéret et Saint-Denis (La Réunion), 1964 ; gravés André Frères et André Barre.
- Blason de Paris, 1965 ; gravé par André Barre.

### Timbres de la zone française en Allemagne

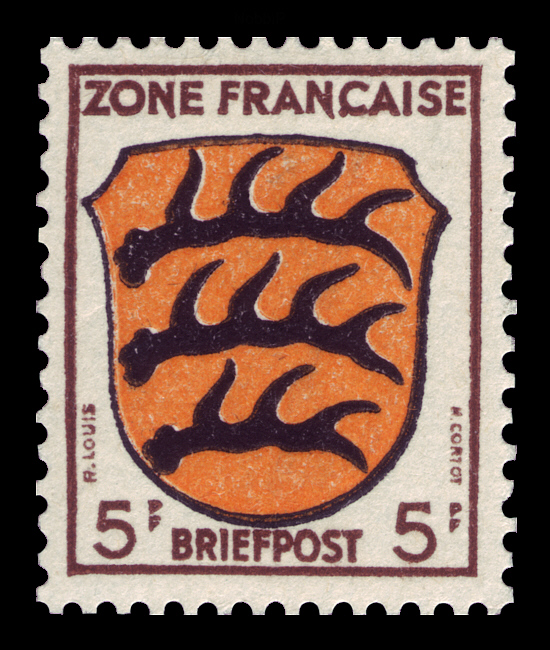
Timbre de 5 pfennig de la zone française en Allemagne représentant le Wurtemberg.

De 1945 à 1946, l'armée française a émis des timbres pour servir dans la zone française en Allemagne, dans les actuels Länder de Rhénanie-Palatinat, Sarre et du sud du Bade-Wurtemberg. Dix des treize timbres ont été des blasons dessinés par Robert Louis.
- Henri Cortot pour le Bade et le Wurtemberg ;
- Jules Piel pour le Palatinat, Rhénanie et la Sarre.

## Publications
- Jacques Meurgey de Tupigny et Robert Louis: Les armoiries des provinces françaises : Historique de chaque province : Compositions graphiques enluminées modernes d'après les documents anciens , Girard Barrère et Thomas, Paris  1951
- Robert Louis, Meurgey de Tupigny: L'art héraldique, Association française des collectionneurs d'ex-libris, Nancy, 1949

## Distinctions
- Chevalier de la Légion d'honneur[3]
- Officier de l'ordre national du Mérite[3]
- Croix de guerre 1939-1945[3]
- Officier de l'ordre des Palmes académiques[3]

## Sources et références

### Sources
- Timbres d'Andorre : Catalogue des principautés et terres polaires, édition Dallay, 2007-2008.
- Timbres de France : Catalogue de cotations de timbres de France, édition Dallay, 2005-2006.
- Timbres de la Zone française en Allemagne : Catalogue de cotations des timbres des bureaux français, anciennes colonies, et zones d'occupation en Europe et Asie, Dallay, 2006-2007, pages 84–85.
- Les papiers professionnels de Robert Louis, sont conservés aux Archives nationales, sur le site de Pierrefitte-sur-Seine, sous la cote 748AP : Inventaire du fonds Robert et Mireille Louis.